# Раткин, Алексей Фёдорович
Алексей Фёдорович Раткин — советский хозяйственный, государственный и политический деятель.

## Биография
Родился в 1940 году в селе Нежинка. Член КПСС.
С 1957 года — на хозяйственной, общественной и политической работе. В 1957—2005 гг. — разнорабочий в совхозе «Рузаевский», механизатор широкого профиля, тракторист совхоза «Рузаевский», шофер совхоза «Рузаевский» Рузаевского района Кокчетавской области Казахской ССР, водитель совхоза/производственного кооператива «Рузаевский» Рузаевского района Северо-Казахстанской области Казахстана, водитель ТОО «Нежинка-Ардагер».
Указами Президиума Верховного Совета СССР от 14 февраля 1975 года и от 12 апреля 1979 года награждён орденами Трудовой Славы 3-й и 2-й степеней.
Указом Президиума Верховного Совета СССР от 6 июня 1984 года награждён орденом Трудовой Славы 1-й степени.
Делегат XXV съезда КПСС.
Жил в Казахстане.